# Gunung Kawi
Gunung Kawi är ett berg i Indonesien.   Det ligger i provinsen Jawa Timur, i den västra delen av landet, 600 km öster om huvudstaden Jakarta. Toppen på Gunung Kawi är 2 639 meter över havet, eller 389 meter över den omgivande terrängen. Bredden vid basen är 3,1 km.
Terrängen runt Gunung Kawi är bergig österut, men västerut är den kuperad. Runt Gunung Kawi är det mycket tätbefolkat, med 1 692 invånare per kvadratkilometer. Närmaste större samhälle är Batu, 10,3 km nordost om Gunung Kawi. I omgivningarna runt Gunung Kawi växer i huvudsak städsegrön lövskog.